# Лукер
«Лукер» (англ. Looker) — американский фантастический художественный фильм, поставленный режиссёром Майклом Крайтоном по собственному сценарию. Премьера фильма состоялась 30 октября 1981 года в Лос-Анджелесе и Нью-Йорке.
Фильм получил приз на Международном кинофестивале фантастических фильмов в Брюсселе.

## Сюжет
Доктор Ларри Робертс, пластический хирург из Беверли-Хиллз, находится в недоумении, из-за чего четыре красивые девушки-модели, работающие в телевизионной рекламе, просят внести пластические изменения настолько незначительные, что они будут незаметны для невооружённого глаза. Когда эти девушки начинают умирать одна за другой при таинственных обстоятельствах, он обнаруживает, что они работали на некую засекреченную корпорацию, занимающуюся исследованиями в области высоких технологий. Он начинает расследовать обстоятельства их гибели и деятельности этой фирмы.

В ходе своего расследования Робертс обнаружил, что корпорация использует передовые технологии для того, чтобы загипнотизировать потребителей на покупку продуктов, которые они рекламируют.

## В ролях
- Джеймс Коберн — Джон Рестон
- Альберт Финни — доктор Ларри Робертс
- Сьюзан Дей — Синди Фэйермонт
- Ли Тейлор-Янг — Дженнифер Лонг

## Производство
Съёмки фильма проводились в Лос-Анджелесе. Съёмочный процесс начался 27 октября 1980 года и закончился в январе 1981 года.

## Награды и номинации
| Год  | Премия                                                                     | Категория                          | Результат |
| ---- | -------------------------------------------------------------------------- | ---------------------------------- | --------- |
| 1985 | Киноприз Брюссельского Международного кинофестиваля фантастических фильмов | Лучший научно-фантастический фильм | Победа    |